# Sternotomini
Sternotomini là một tông của họ Xén tóc thuộc phân họ Lamiinae. Tông này được  Thomson mô tả vào năm 1860.

## Phân loại
- Anatragoides Breuning, 1938
- Cylindrothorax Aurivillius, 1915
- Demagogus Thomson, 1868
- Freadelpha Thomson, 1868
- Mimotragocephala Breuning, 1971
- Pinacosterna Harold, 1879
- Pseudoharpya Breuning, 1935
- Pterochaos Thomson, 1868
- Stellognatha Dejean, 1835
- Sternoharpya Aurivillius, 1913
- Sternotomis Percheron, 1836
- Zographus Dejean, 1835